# 선형입자가속기

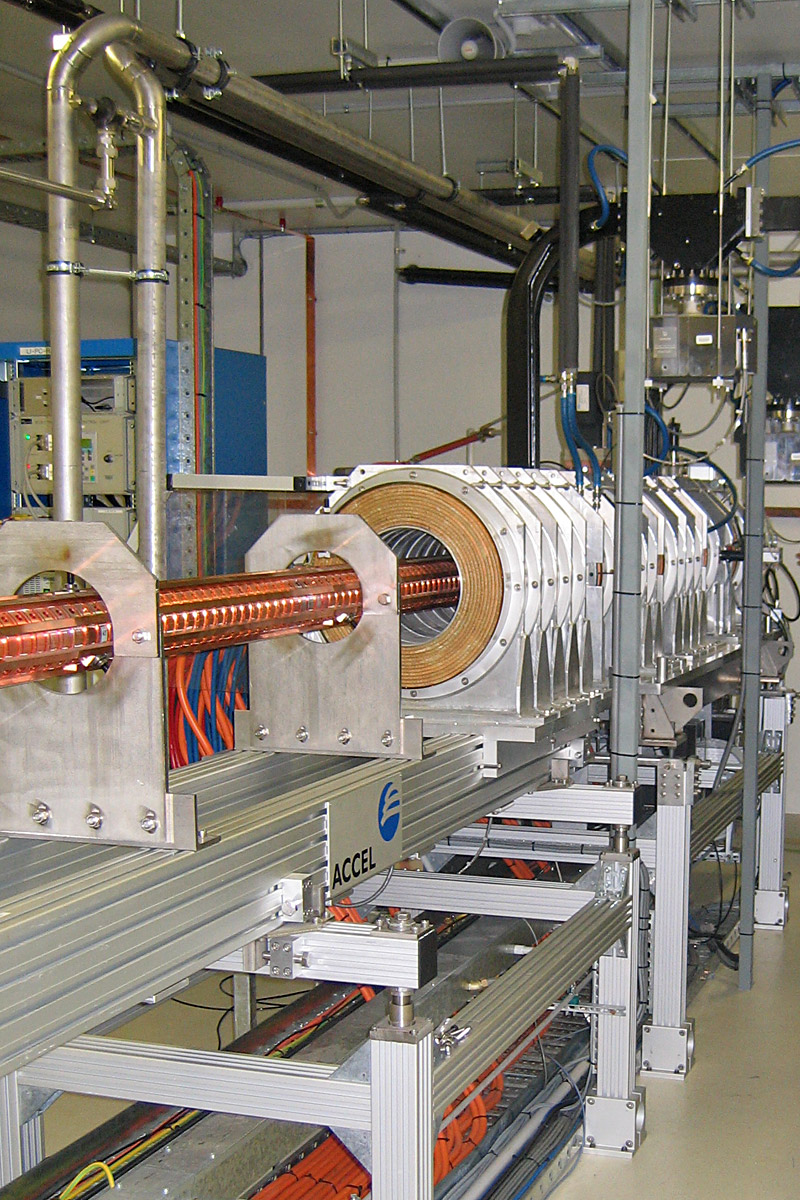
오트레일리아에서

선형입자가속기(linear particle accelerator, linac)는 직선의 광선을 따라 진동하는 일련의 전위에 주사함으로써 전하를 가진 아원자 입자나 이온을 높은 속도로 가속하는 입자 가속기의 일종이다. 이러한 기계의 원리는 1924년 구스타프 이싱에 의해 제안되었으며
동작한 최초의 기계는 1928년 Rolf Wideroe에 의해 아헨 공과대학교에서 개발되었다. 여러 분야에서 응용된다: 방사선 치료 등의 의료 목적을 위해 엑스선과 고에너지 전자를 방출 등.

## 같이 보기
- 가속물리학
- 국제 선형 충돌기
- 입자 가속기
- 스탠퍼드 선형 가속기 센터